# فيروس غرب النيل في الولايات المتحدة

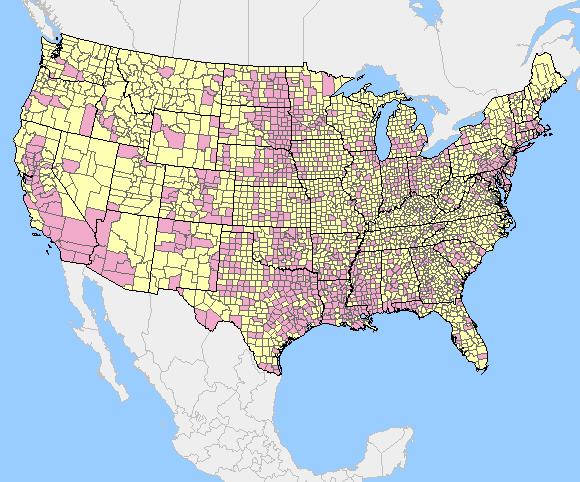
تظهر خريطة للولايات المتحدة عن الحالات المبلغ عنها للإصابة بفيروس غرب النيل حسب المقاطعة في عام 2012. المجموع التراكمي للبلد بأكمله: 1590 حالة.

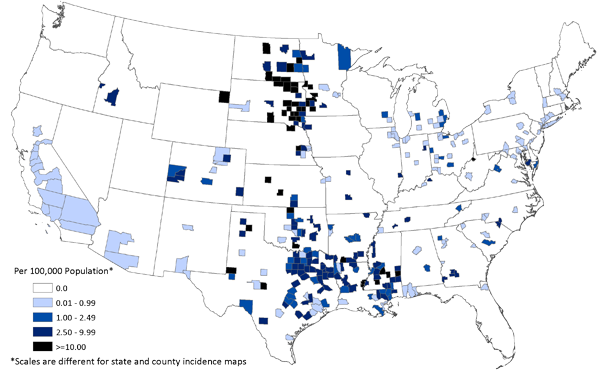
الإصابة بأمراض عصبية من فيروس غرب النيل الأمريكي اعتبارًا من 4 سبتمبر 2012.

فيروس غرب النيل في الولايات المتحدة انتشر فيروس غرب النيل بسرعة في جميع أنحاء الولايات المتحدة بعد أول حالات تم الإبلاغ عنها في كوينز نيويورك في عام 1999. يعتقد أن الفيروس دخل للبلاد من خلال طائر أو بعوضة مصابة، على الرغم من عدم وجود دليل واضح. انتشر المرض بسرعة عن طريق الطيور المصابة. ينشر البعوض المرض إلى الثدييات. لوحظ بشكل رئيسي في الخيول ولكنه ظهر أيضًا في عدد من الأنواع الأخرى. عادة ما يتم تتبع الحالات البشرية الأولى في غضون ثلاثة أشهر من ظهور أول ظهور للطيور المصابة في المنطقة باستثناء الحالات التي أدى فيها الطقس البارد إلى قطع نواقل البعوض. منذ أن انتشر الفيروس على نطاق واسع في الولايات المتحدة، حدث 130 حالة وفاة في المتوسط سنويًا.
الاختلافات في المراقبة والإبلاغ بين الإدارات الصحية وزيادة المراقبة بشكل عام حيث يتسبب انتشار المرض في حدوث بعض المشاكل في المقارنة المباشرة لعدد الحالات ومعدل الوفيات. كان عدد المصابين في عام 2009 عدد 720، لكن العدد الإجمالي المقدر للمصابين في نفس العام كان 54.000 حالة. يُعتقد أن معدل الوفيات الحقيقي أقل بكثير لأن معظم الحالات خفيفة جدًا ولا يتم تشخيصها. تشير بعض التقديرات إلى أن الحالات الشديدة تبلغ 1٪ فقط من جميع الحالات. يُعتقد أن كبار السن أو الأشخاص الذين يعانون من ضعف في جهاز المناعة هم الأكثر عرضة للإصابة بأمراض خطيرة أو الوفاة إذا عضتهم بعوضة مصابة من غرب النيل ومعظم الحالات الخفيفة لا يتم تشخيصها. بالإضافة إلى ذلك لا يتم الإبلاغ عن بعض الحالات الأكثر شدة ولكن غير الغازية إلى مركز السيطرة على الأمراض. يتم اكتشاف بعض الحالات الخفيفة أثناء فحص التبرع بالدم. تم اكتشاف 1039 عملية تبرع بالدم ملوثة بغرب النيل بين عام 2003 ومنتصف عام 2005. عُرِفت 30 حالة لغرب النيل من عمليات نقل الدم، معظمها من عام 2002 قبل بدء فحص الدم.
في السنوات العشر الأولى منذ وصول الفيروس إلى الولايات المتحدة حدثت أكثر من 1100 حالة وفاة مع الإبلاغ عن حالات إصابة بشرية من كل ولاية أمريكية باستثناء مين وألاسكا وهاواي. (تم العثور على حالات إصابة بالحيوانات من حين لآخر في مين وبورتوريكو). أبلغت مين وبورتوريكو عن حالة واحدة لكل منهما، وهي المرة الأولى التي تم فيها الإبلاغ عن المرض في تلك الأماكن.

## الحالات الحالية
خلال السنوات بين 1999 و2010 أصيب ما يقدر بنحو 3 ملايين شخص في الولايات المتحدة. لوحظت أعلى معدلات الإصابة في ولايات السهول الكبرى الوسطى، مع وجود ساوث داكوتا ووايومنغ ونورث داكوتا في المقدمة.
خلال تفشي فيروس غرب النيل عام 2012 في ولاية تكساس تم الإبلاغ عن 1868 حالة. كان المرضى الذكور والأشخاص الذين تزيد أعمارهم عن 65 عامًا والأقليات أكثر عرضة للإصابة بأمراض الجهاز العصبي. ما مجموعه 1868 حالة بما في ذلك 844 (45٪) حالة مرض غرب النيل العصبي و89 حالة وفاة (معدل إماتة الحالات 5٪). تراوحت تواريخ البدء من 1 مايو 2012 حتى 6 ديسمبر 2012. وبلغ الفاشية ذروتها خلال الأسبوع 33 (منتصف أغسطس) مع 225 حالة تم الإبلاغ عنها، وهي تاريخياً نفس الذروة لجميع حالات دبليو إن في المبلغ عنها في تكساس خلال الفترة 2002-2011. كان متوسط الوقت من تاريخ ظهور الأعراض حتى تاريخ التقرير الرسمي النطاق 6-274 يومًا. من بين 254 مقاطعة في تكساس أبلغ 135 (53٪) عن حالة دبليو إن في. بلغ معدل الإصابة الإجمالي للولاية 7.8 حالة لكل 100.000 نسمة. تم الإبلاغ عن نصف الحالات تقريبًا من الربع الشمالي الشرقي من الولاية، بما في ذلك دالاس فورت وورث ميتروبلكس (902 [48٪] حالة): دالاس (396 [21٪])، تارانت (259 [14٪])، كولين (64 [3٪])، ودنتون (183 [10٪]). هذه المقاطعات الأربع لديها معدل حدوث مشترك يبلغ 16 حالة لكل 100.000 نسمة.